# Quervain Peak
Der Quervain Peak ist ein 2030 m hoher Berg an der Loubet-Küste des Grahamlands auf der Antarktischen Halbinsel. Er ragt im Zentrum der Boyle Mountains auf der Arrowsmith-Halbinsel auf.
Kartografisch erfasst wurde er durch Vermessungsarbeiten des Falkland Islands Dependencies Survey und mithilfe von Luftaufnahmen zwischen 1956 und 1959. Das UK Antarctic Place-Names Committee benannte ihn 1960 nach dem Schweizer Geophysiker Alfred de Quervain (1879–1927), der im Jahr 1909 eine fotogrammetrische Methode zur Messung der Fließbewegung von Gletschern entwickelt hatte.